# Суслов, Александр Павлович
Александр Павлович Суслов (род. 1925) — советский военный-снайпер, участник Великой Отечественной войны.

## Биография
Родился 27 декабря 1925 года в селе Александровка Воскресенского района Башкирской АССР.
C началом Великой Отечественной войны работал в родном селе, помогая фронту. 25 января 1943 года был призван в Красную армию и прошёл обучение в Тоцких лагерях. 12 августа 1943 убыл на фронт, воевал на 2-м Украинском фронте. Через несколько месяцев был ранен в ногу, лечился в госпитале Воронежской области, посёлок Ольховатка. После госпиталя, 9 апреля 1944 года, снова вернулся на фронт. Со своим полком прошёл Молдавию, Румынию и Венгрию. В Венгрии получил два ранения в живот, находился в госпитале и снова вернулся в свой полк. Третий раз был тяжело ранен 18 ноября 1944 года на подступах к Будапешту, в районе города Мишкольц, очнулся в полевом госпитале, затем был переправлен в Баку, где узнал о Победе. В сентябре 1945 года, демобилизовавшись, вернулся в родное село Александровка.
В 1946 году из Александровки переехал в город Мелеуз, где работал на строительстве дерево-обрабатывающего комбината и кирпичного завода. В 1951 году уехал в город Салават учиться на шофера и с 1952 года работал водителем в этом городе. Через два года вернулся в Мелеуз, проработал 20 лет на сахарном заводе и вышел на заслуженный отдых.
Вместе с женой Екатериной Михайловной воспитал троих детей, у него 7 внуков, 9 правнуков, 2 праправнуков. Именно внуки в 2016 году случайно обнаружили своего деда в списке награждённых на сайте Министерства обороны РФ «Подвиг народа» и сообщили об этом в местный военкомат. Так орден Славы через 70 лет нашел своего героя.

## Награды
Награждён орденами Отечественной войны 2-й степени и Славы 3-й степени, а также медалями, среди которых «За боевые заслуги», «За отвагу», «За победу над Германией в Великой Отечественной войне» и мирная награда «Ветеран труда».